# Exodezia albifusa
Exodezia albifusa är en fjärilsart som beskrevs av Swinhoe 1904. Exodezia albifusa ingår i släktet Exodezia och familjen mätare. Inga underarter finns listade i Catalogue of Life.